# Zone neutre Koweït-Arabie saoudite

La zone neutre Koweït-Arabie saoudite (hachures vertes).

La zone neutre Koweït-Arabie saoudite, aussi connue comme zone divisée, était une zone neutre de 5 770 km2 entre l'Arabie saoudite et le Koweït qui avait été laissée indéfinie par le protocole d'Uqair du 2 décembre 1922 établissant la frontière entre ces deux pays. Elle a subsisté jusqu'au 18 janvier 1970.

## Histoire
Pour ce territoire qui fut plus tard appelée « zone neutre » ou « zone divisée », la convention d’Uqair statue que « le Gouvernement du Nejd et le Koweït vont se partager les droits de manière égale grâce aux bons offices du Gouvernement de Grande-Bretagne jusqu’à ce qu’un accord soit conclu entre Nejd et le Koweït le concernant ».
Cependant, l’intérêt de régler définitivement la question de la zone neutre fut faible jusqu’à la découverte en 1938, du champ pétrolifère du Burgan au Koweït. Avec la probabilité de trouver du pétrole au sein même de la zone neutre, les concessions furent accordées en 1948-1949 par chaque gouvernement à des entreprises privées afin de mener des explorations. Par la suite, les deux pays exploitèrent le pétrole sous un traité d’opération conjointe.
Les négociations pour le partage débutèrent peu de temps après que les dirigeants du Koweït et de l'Arabie saoudite se rencontrèrent et décidèrent en octobre 1960, que la zone neutre pourrait être divisée. Le 7 juillet 1965, les deux gouvernements signent un traité (qui prit effet le 25 juillet 1966) afin de partager la zone neutre entre les territoires frontaliers. Un traité de démarcation de la zone neutre fut signé le 17 décembre 1967 mais ne prit réellement effet que lors de l’échange des instruments de ratification et des signatures qui prirent place au Koweït le 18 décembre 1969. La ratification suivit le 18 janvier 1970 et le traité fut publié au sein de la Gazette officielle du Koweït le 25 janvier 1970.

## Codification
Cette zone n'a jamais eu de code ISO 3166 car elle fut partagée avant l’adoption de la norme ISO 3166 en 1974.